# Rhesala costiplaga
Rhesala costiplaga là một loài bướm đêm trong họ Noctuidae.